# Bovenschiereiland van Michigan

Het Bovenschiereiland, dat grenst aan de staat Wisconsin.

Het Bovenschiereiland van Michigan (Engels: Upper Peninsula of Michigan) is een van de twee schiereilanden die de Amerikaanse staat Michigan vormen. Het schiereiland grenst in het noorden aan het Bovenmeer, in het oosten aan de St. Marys River, in het zuidoosten aan het Michiganmeer en het Huronmeer en in het zuidwesten aan de staat Wisconsin. Het schiereiland heeft een oppervlakte van 42.610 km², ongeveer 29% van de oppervlakte van de staat. Echter, slechts 3% van de bevolking woont op het schiereiland, zo'n 311.000 mensen. Hier zijn de enige counties in de hele Verenigde Staten waar een meerderheid van de bevolking van Finse afkomst is. De grootste steden zijn Marquette, Sault Ste. Marie, Escanaba en Menominee. Door de lange en strenge winters is er weinig landbouw mogelijk. De economie baseerde zich dan ook op houtkap, mijnbouw en toerisme, maar de meeste mijnen zijn al jaren dicht.

## Geschiedenis
De eerste bekende inwoners van het Bovenschiereiland waren Indiaanse stammen, die Algonkische talen spraken. Zij arriveerden rond het jaar 800 na Christus en leefden voornamelijk van de visvangst. De Fransman Étienne Brûlé was wellicht de eerste Europeaan die het gebied betrad rond 1620. In de zeventiende eeuw bezetten Franse kolonisten het gebied. Na het einde van de Franse en Indiaanse Oorlog in 1763 werd het gebied aan het Verenigd Koninkrijk afgestaan. Sault Ste Marie is de oudste Europese nederzetting in Michigan.
Hoewel het gebied na de Vrede van Parijs in 1783 onder gezag kwam te staan als territorium van de Verenigde Staten, gaven de Britten de controle over het gebied pas in 1797 op. De bonthandel was in die tijd nog erg belangrijk voor het gebied. In 1808 richtte John Jacob Astor het bedrijf American Fur Company op op het eiland Mackinac. Rond de jaren 1830 begon deze handel terug te lopen door overbejaging van onder andere de bever. Toen het Michiganterritorium gevormd werd in 1805 omvatte dit het Benedenschiereiland en enkel het oostelijke deel van het Bovenschiereiland. In 1819 werd ook de rest van het Bovenschiereiland, dat voorheen bij Wisconsin en Minnesota hoorde bij het Michiganterritorium gevoegd. 
Toen Michigan in de jaren 1830 werd omgevormd tot een staat waren er enkele grensconflicten. Het Bovenschiereiland zou dan toch niet tot de staat gaan behoren en in het zuiden was er een grensconflict met de staat Ohio dat bekendstaat als de Toledo-oorlog. In ruil voor de Toledo-strook in het zuiden kreeg de nieuwe staat er het Bovenschiereiland bij. Michigan werd gezien als de verliezende partij in dit dispuut, daar het Bovenschiereiland beschreven werd als een steriele regio die voor altijd een wildernis zou blijven. Dit veranderde toen in de jaren 1840 koper en ijzer ontdekt werden en de mijnindustrie op gang kwam. Tegen 1860 was het Bovenschiereiland verantwoordelijk voor 90% van het Amerikaanse koper en in 1890 was het ook de grootste ijzerleverancier. Na 1920 was er een terugval en in 1995 sloot de laatste kopermijn. Er zijn nog enkele ijzermijnen in gebruik.
Vele duizenden mensen migreerden naar het gebied, waaronder vele met een Cornish-afkomst, die eeuwen ervaring hadden op het gebied van mijnbouw. Er kwamen ook vele Duitsers, Ieren en Frans-Canadezen. Tijdens de jaren 1890 kwamen er grote groepen Finnen, die in bepaalde regio's zelfs de meerderheid gingen vormen.